# Модульное оригами

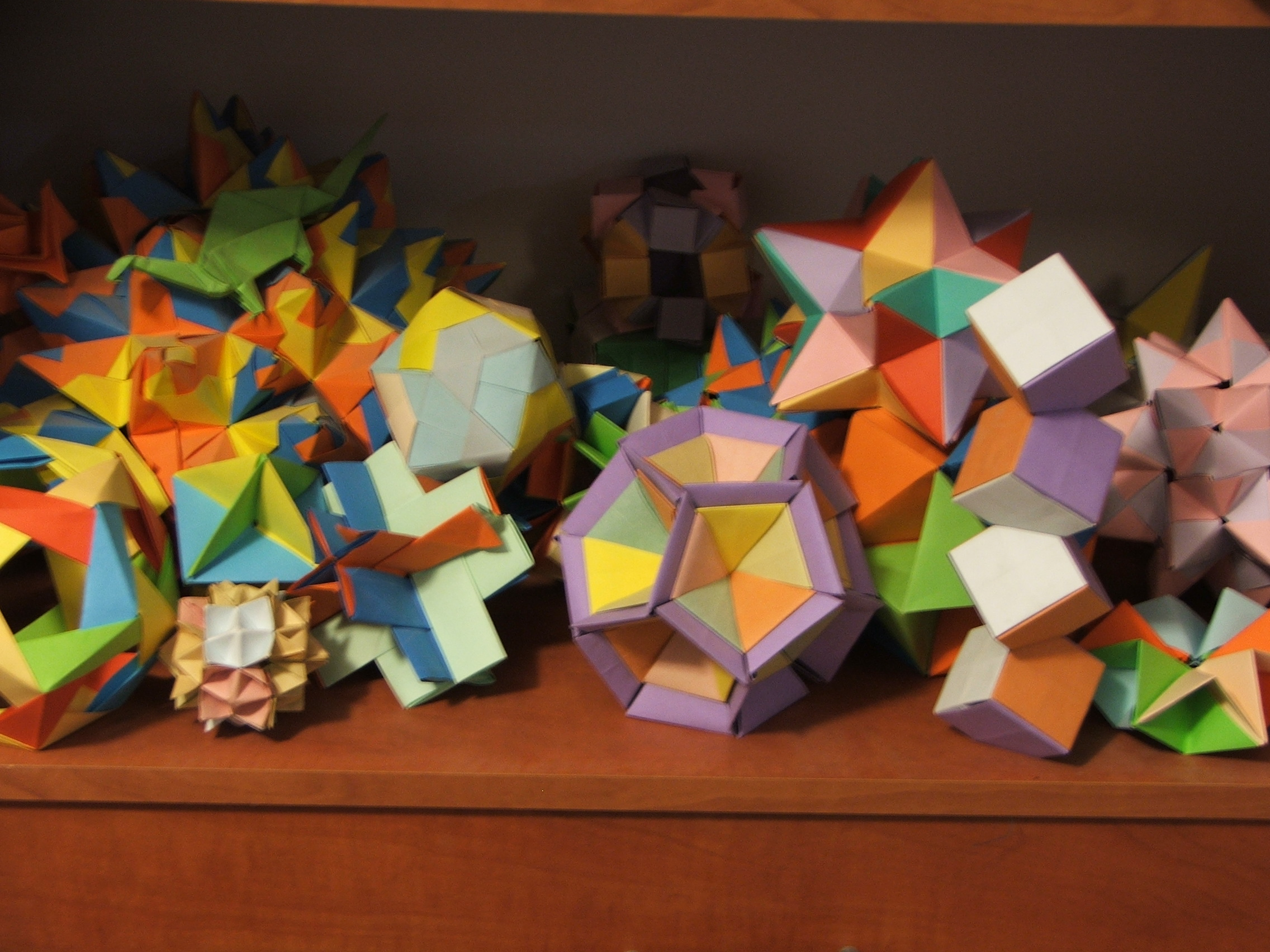
Разные модели, собранные в технике модульного оригами

Модульное оригами — техника складывания оригами, которая, в отличие от классического оригами, использует в процессе складывания несколько листов бумаги. Каждый отдельный листок складывается в модуль по правилам классического оригами, а затем модули соединяются путём вкладывания их друг в друга. Появляющаяся при этом сила трения не даёт конструкции распасться. Снятие ограничения на количество листов позволяет с большей лёгкостью создавать крупные модели со сложной структурой.

## Ограничения и особенности
Модульное оригами подразумевает складывание из многих одинаковых модулей (последние, правда могут быть разных типов). Это отличает модульное оригами от более общего случая многолистного оригами, где идентичность модулей не существенна. В сколько-нибудь сложных изделиях объёмного модульного оригами (например, большинство кусудам) без использования клея и других средств соединения обойтись не удаётся. Лишь в простых случаях (кубик Сонобе, целый ряд плоских изделий и т.п.) модули достаточно прочно держатся друг за друга лишь за счёт силы трения. Однако и при составлении плоских панно-оригами из многих сотен, а порой и тысяч модулей, нередко используется клей.
В зависимости от способа соединения модулей между собой можно получить ту или иную конструкцию. Модели модульного оригами могут быть как плоскими, так и трёхмерными. Первые обычно представлены многоугольниками (их обычно называют подставками), звёздами, вертушками и кольцами, вторые же — правильными многогранниками или их композициями.

## Примеры

### Кусудама

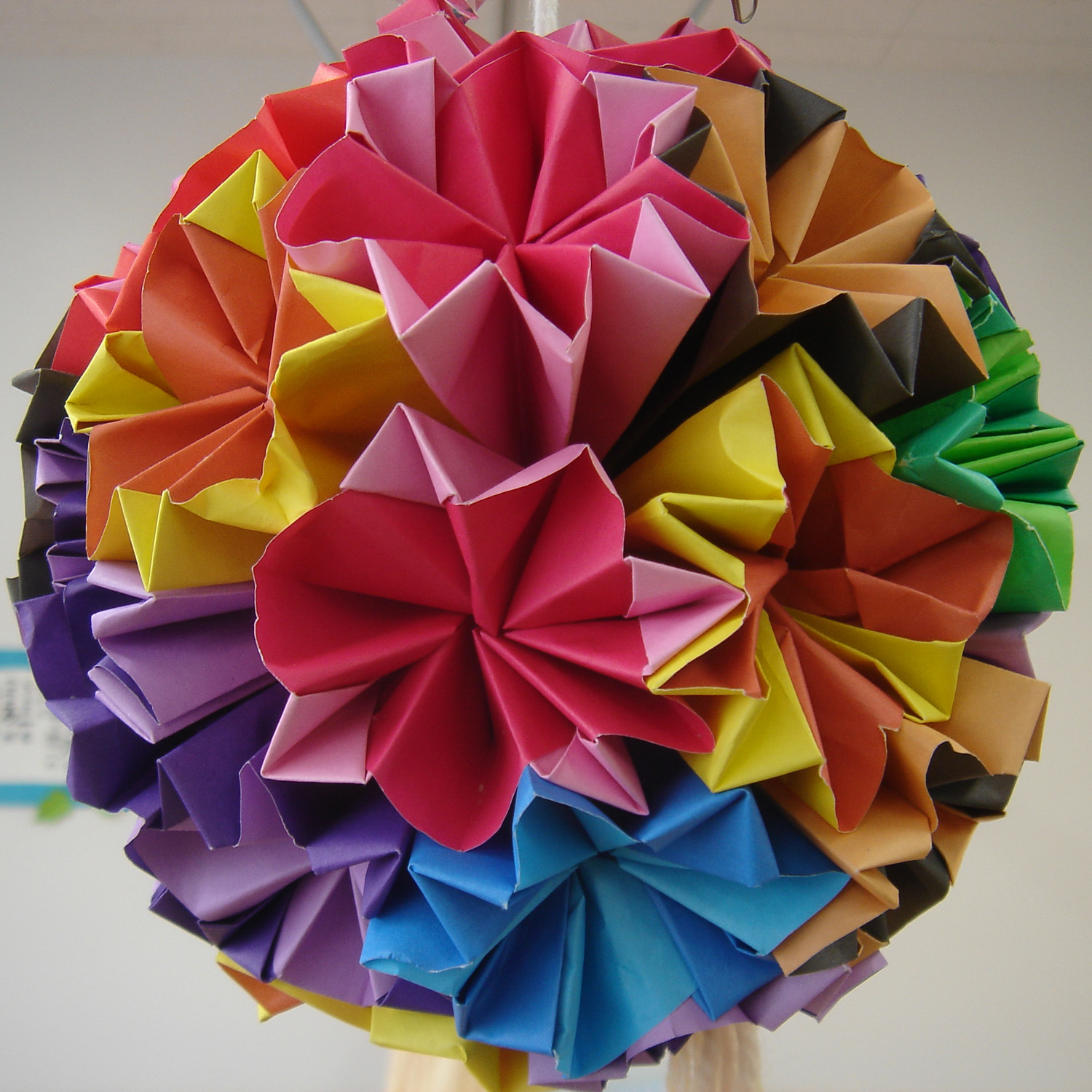
Кусудама

Одним из наиболее часто встречающихся объектов является кусудама — объёмное тело шарообразной формы, собранное из бумажных цветов. В древности японцы использовали сложенные из бумаги кусудамы для лечения больных, складывая внутрь лечебные травы и подвешивая кусудаму над постелью больного. Основой кусудамы, как правило, является какой-либо правильный многогранник (чаще всего куб, додекаэдр или икосаэдр). Несколько реже (в силу большей сложности и трудоёмкости изготовления) за основу берётся полуправильный многогранник. Составные части кусудамы обычно встраиваются друг в друга, но иногда также склеиваются или даже просто сшиваются вместе ниткой. Сейчас кусудамой иногда называют любой объект модульного оригами шарообразной формы.

### Модуль Сонобе

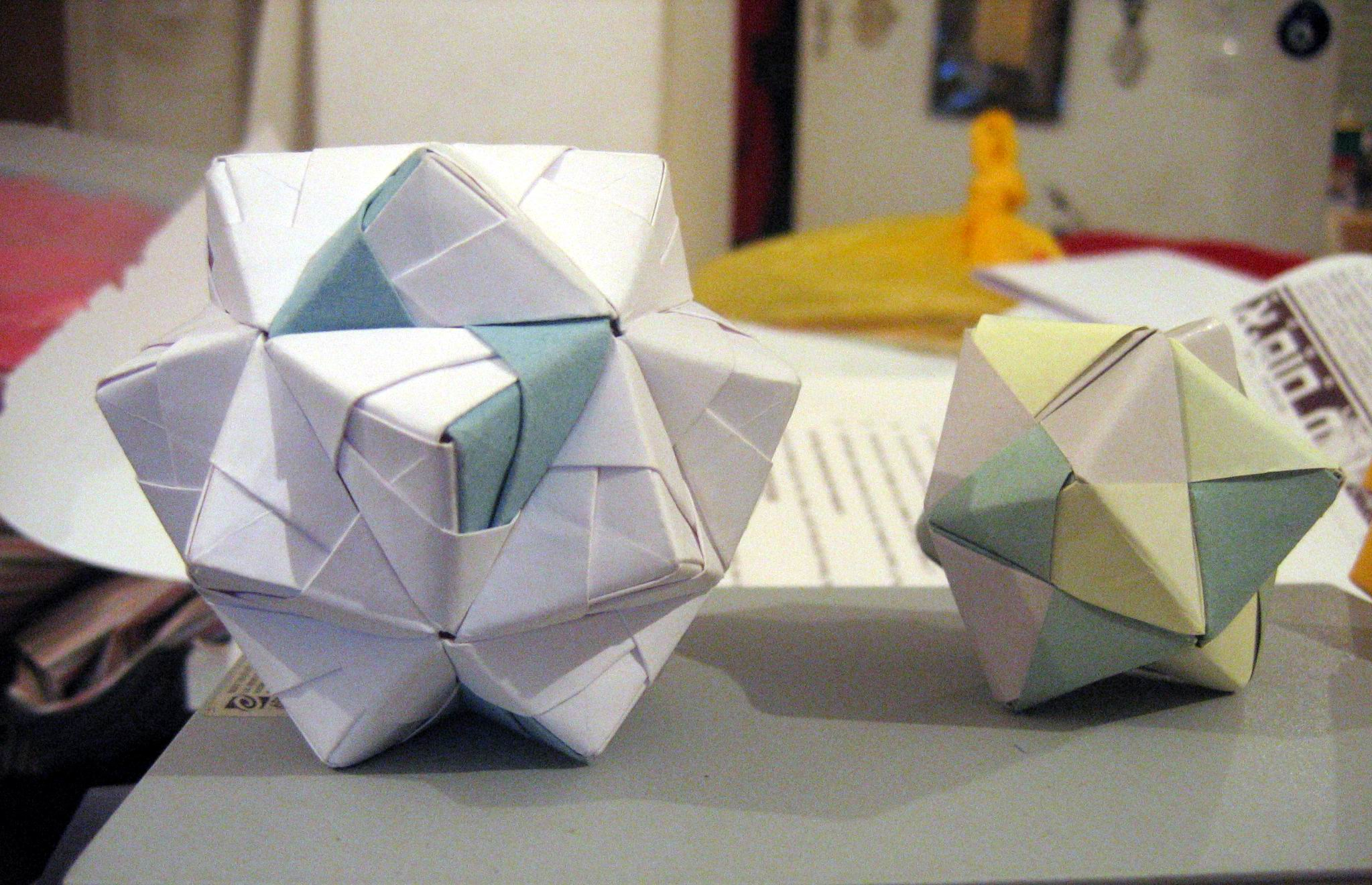
Пример использования модуля Сонобе

Мицунобу Сонобе разработал систему модульного оригами, позволяющую сконструировать практически любую трёхмерную фигуру. Её основой служит модуль Сонобе (или его разновидности) — параллелограмм, имеющий два кармана для соединения с другими параллелограммами.

## История
Первое упоминание о модульном оригами встречается в японской книге «Ranma Zushiki» Хаято Охоко в 1734 году. Она содержит гравюру, изображающую группу традиционных моделей оригами, одна из которых — модульный куб. Куб показан в двух ракурсах, а в пояснении он описывается как «таматэбако» или «сундук волшебного сокровища».
В книге Исао Хонда «Мир Оригами», опубликованной в 1965 году, по-видимому, изображена та же модель, которую он называет «Кубической коробкой». Шесть требуемых для конструирования модулей были созданы из традиционной японской фигурки, известной как «мэнко». Каждый модуль формирует одну грань собранного куба. Ещё одной традиционной формой модульного оригами является кусудама.
Также ряд моделей модульного оригами существует в китайской традиции бумажного складывания, особенно примечательны лотос, сделанный из «бумаги счастья», а также пагода.
Несмотря на давнюю историю модульного оригами, большинство традиционных фигурок всё же сложены из одного листа бумаги. Возможности, присущие модульному оригами, не развивались вплоть до 1960-х, когда данную технику открыли заново Роберт Нейл в США и, позднее, Мицунобу Сонобе в Японии. С тех пор модульное оригами популяризировалось и широко развивалось и сейчас оно представлено тысячами работ.